# Dupont City
 (mars 2025).
Dupont City est une census-designated place située dans le comté de Kanawha, dans l’État de Virginie-Occidentale, aux États-Unis. Lors du recensement de 2020, elle comptait 602 habitants.